# Paide
Paide är en stad i landskapet Järvamaa i mellersta Estland med 7 900 invånare (2019). Staden är centralort i stadskommunen Paide stad. Staden hette tidigare Weissenstein på tyska och Wittensten på svenska.
Paide fick stadsrättigheter 1291. I staden finns bland annat ett landskapsmuseum.

## Historia
Staden och slottet, vilket anlades 1265 av livländske ordensmästaren Konrad von Mandern och av vilket ruiner ännu finnas, hade under Sveriges, Polens och Rysslands strider om östersjöprovinserna att utstå många belägringar. Efter en långvarig sådan intogs Weissenstein av svenskarna under Klas Kristersson Horn 1562 samt iståndsattes. Det belägrades sedan förgäves augusti 1570 - mars 1571 av hertig Magnus av Ösel, men nyårsdagen 1573 stormades slottet efter en 4 dagars beskjutning av ryssarna, varefter Ivan den förskräcklige lät binda befälhavaren Hans Boije af Gennäs och den fåtaliga besättningen vid spett och steka dem till döds. 1581 återtogs det av Göran Boije.
Befästningen förstärktes sedan, då Weissenstein ansågs som Estlands viktigaste ort näst Reval. I september 1602 intogs det av polackerna efter mer än 3 månaders belägring, och två försök 1604 att återta detsamma misslyckades. Först i juni 1607 togs Weissenstein tillbaka av svenskarna och förstärktes sedan ytterligare. 1636 förlänades det åt Lennart Torstenson. 1682 föreslogs, att befästningen skulle slopas, varefter den lämnades åt sitt öde.  Det finns ett torn som kallas Långe Hermann i ordensborgen.
Under det ryska styret var Paide huvudort i kretsen Jerwen i guvernementet Estland.

## Fotogalleri

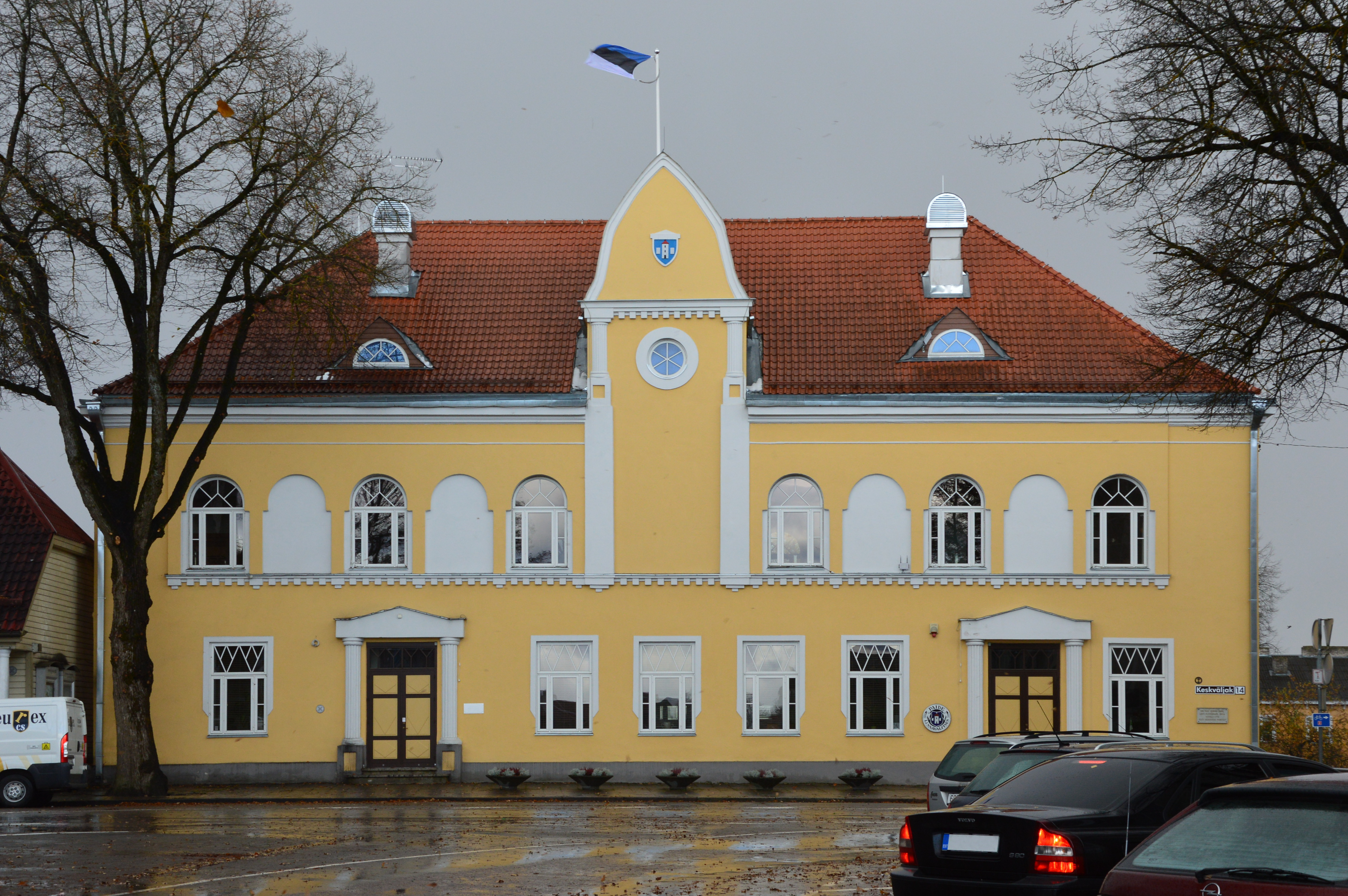
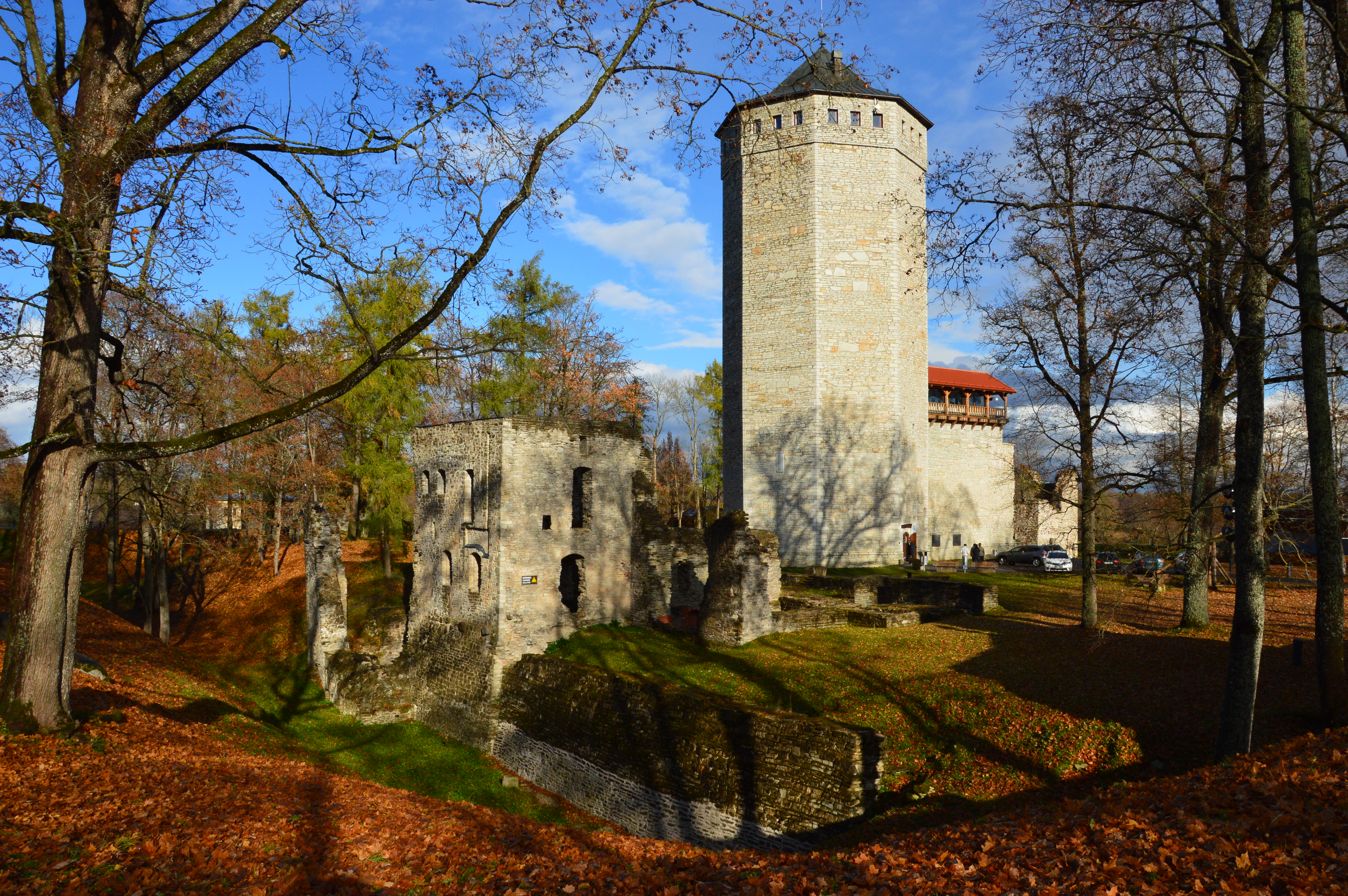
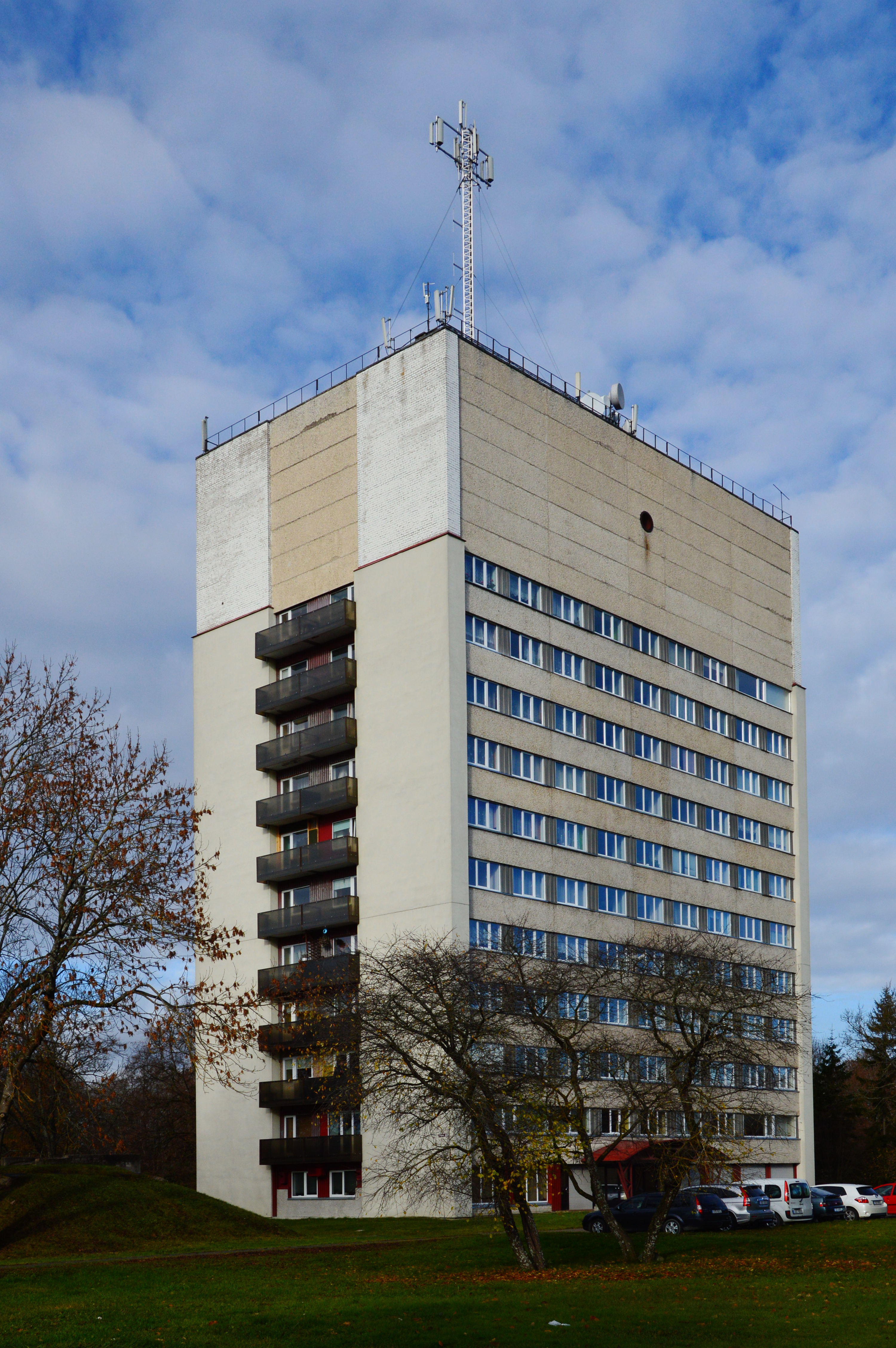
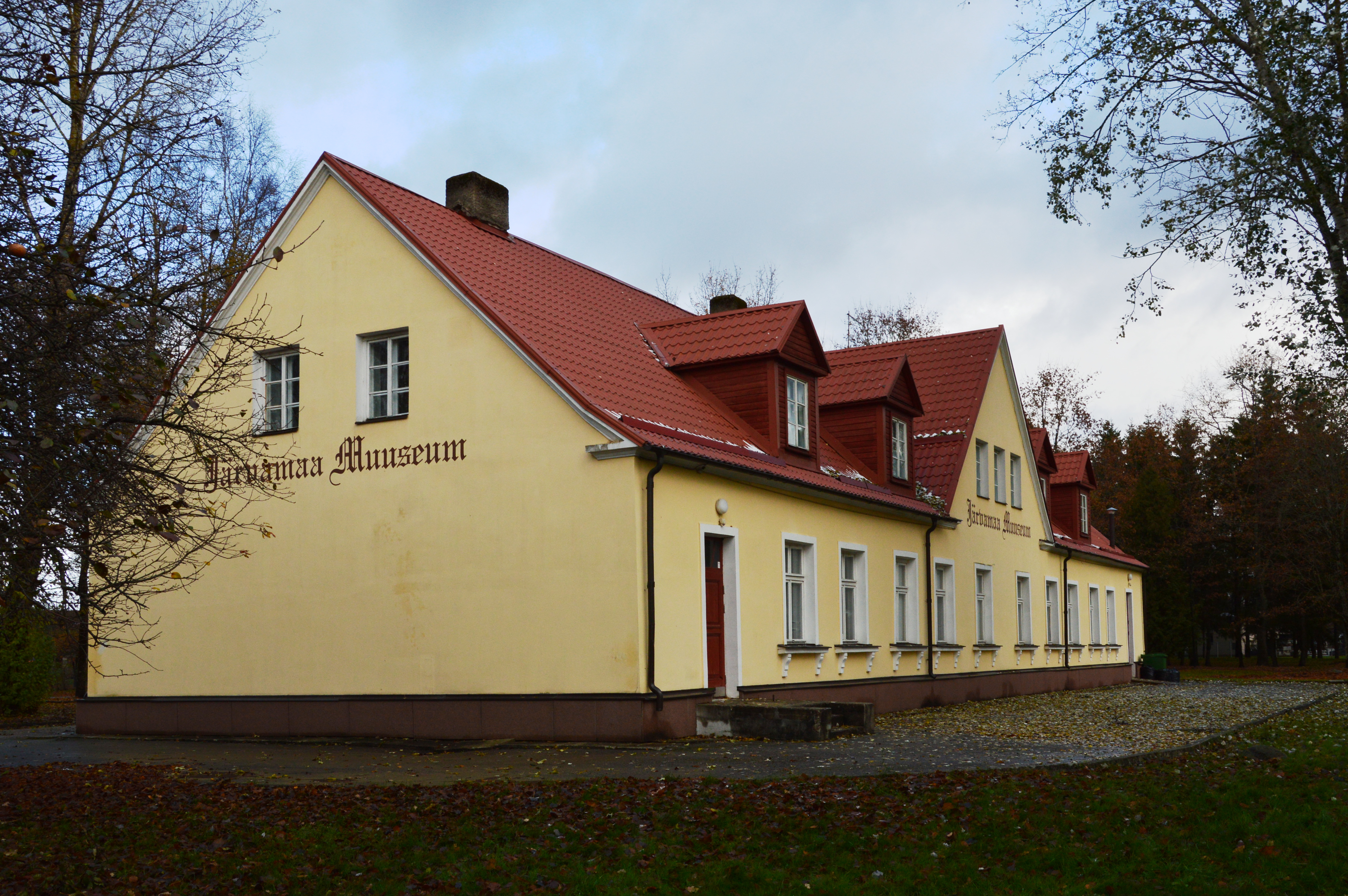

## Sport
- Paide LM – fotbollsklubb
- Paide staadion – stadion i Paide.

## Vänorter
- Fredensborg-Humlebæk - Danmark, 1997
- Veckelax - Finland, 1989. Uppgick 1 jan 2003 genom kommunsammanslagning i Fredrikshamn.
- Fredrikshamn - Finland, 1989
- Nittedal - Norge, 1992
- Håbo kommun - Sverige, 1987
- Annaberg-Buchholz - Tyskland, 1992
- Perejaslav-Hmelnitsk - Ukraina, 2003
- Westminster - USA, 2000